# Saprosites consonus
Saprosites consonus är en skalbaggsart som beskrevs av Schmidt 1911. Saprosites consonus ingår i släktet Saprosites och familjen Aphodiidae. Inga underarter finns listade i Catalogue of Life.